# Daihatsu Taft
Daihatsu Taft — повнопривідний автомобіль японської компанії Daihatsu.  

## Перше покоління (F10, 1974-1984)
У певних країнах дана модель авто також відома під назвою Daihatsu Scat або Daihatsu Wildcat.

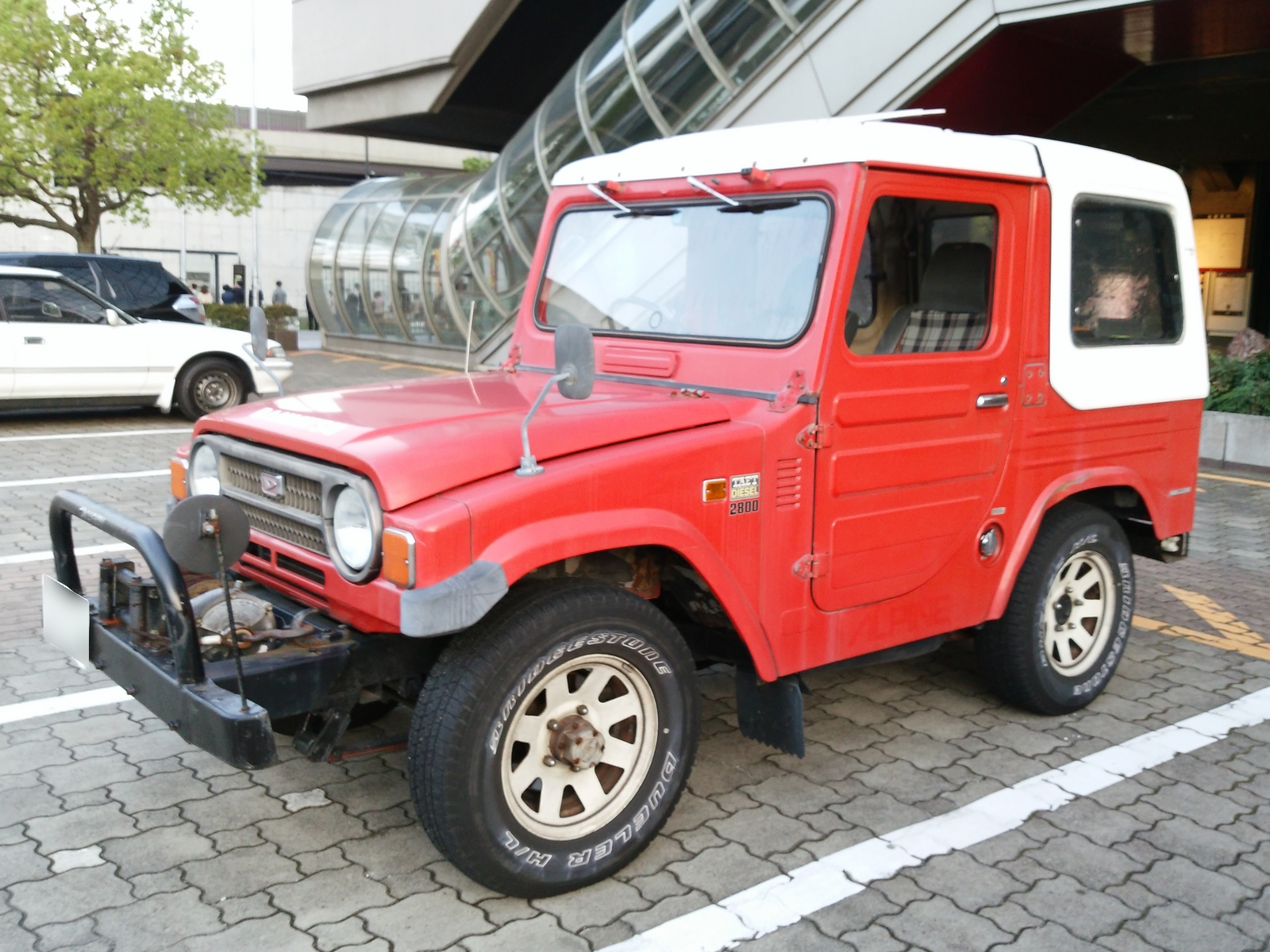
Daihatsu Taft F50 25d

Daihatsu Taft подібний на Suzuki Jimny і по суті є зменшеним варіантом Toyota Land Cruiser (J40). Перший автомобіль цієї моделі типу F10 було представлено ще в 1974 році і було оснащене бензиновим мотором, об'єм якого становив 1,0 літр, потужність 45 к.с., чотириступінчастою коробкою передач і два різних варіанти кузова. Тип F10 такої машини пропонувався в короткобазному варіанті, в двох версіях: softtop, яка відрізнялася наявністю знімним дахом м'якого типу, і hardtop, у якої знімний дах був жорстким.
Автомобіль серії F10 в 1977 році замінили на F20, об'єм двигуна якого становив 1,6 літрів, потужність 66 к.с. У цей же період була представлена і дизельна версія типу F50 DG, об'єм двигуна якої становив 2,5 літрів, потужність 61 к.с. Кожна з цих моделей одержала у розпорядження поліпшену трансмісію, і також були представлені в двох версіях: Softtop і, відповідно, Hardtop.
Вже в 1979 році була представлена модифікація Дайхатсу Тафт типу F50. У тому ж році світ побачили пікап-версії серій F20 і F50, які, відповідно, носили назву F25 і F55. Оновлені версії F20 і F25 в 1983 році були представлені публіці у вигляді спеціальної версії класу Deluxe, в яких як опція пропонувалася 5-швидкісна коробка передач. При цьому моделі типу F50 і F55 були замінені на серії F60 і F65, відповідно, які комплектувалися дизельним двигуном DL, об'єм якого становив 2,8 літрів, потужність 69 к.с. Також була представлена і спецверсія класу Deluxe з п'ятиступінчастою коробкою передач на вибір.

## Друге покоління (F70; 1984-2007)

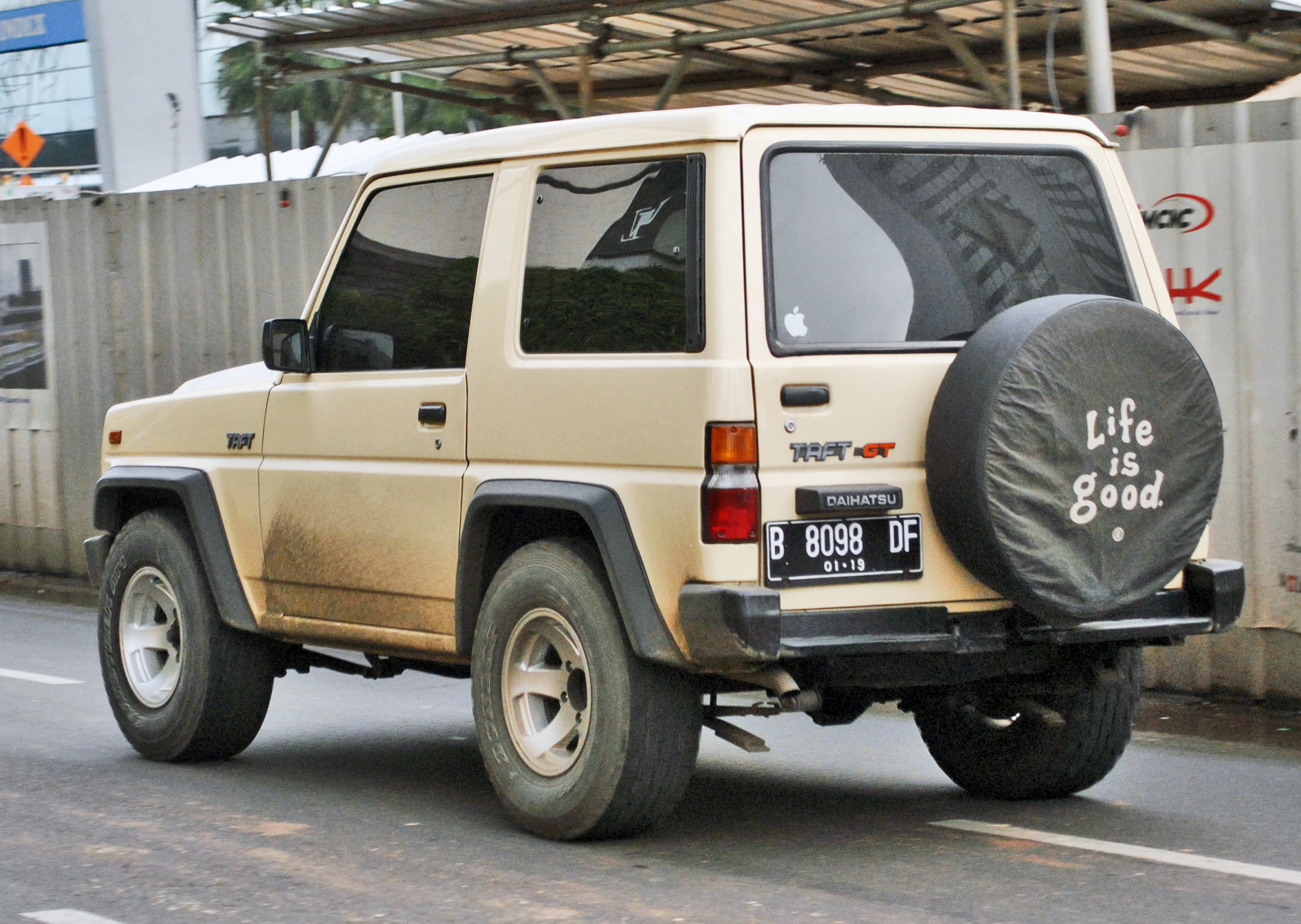

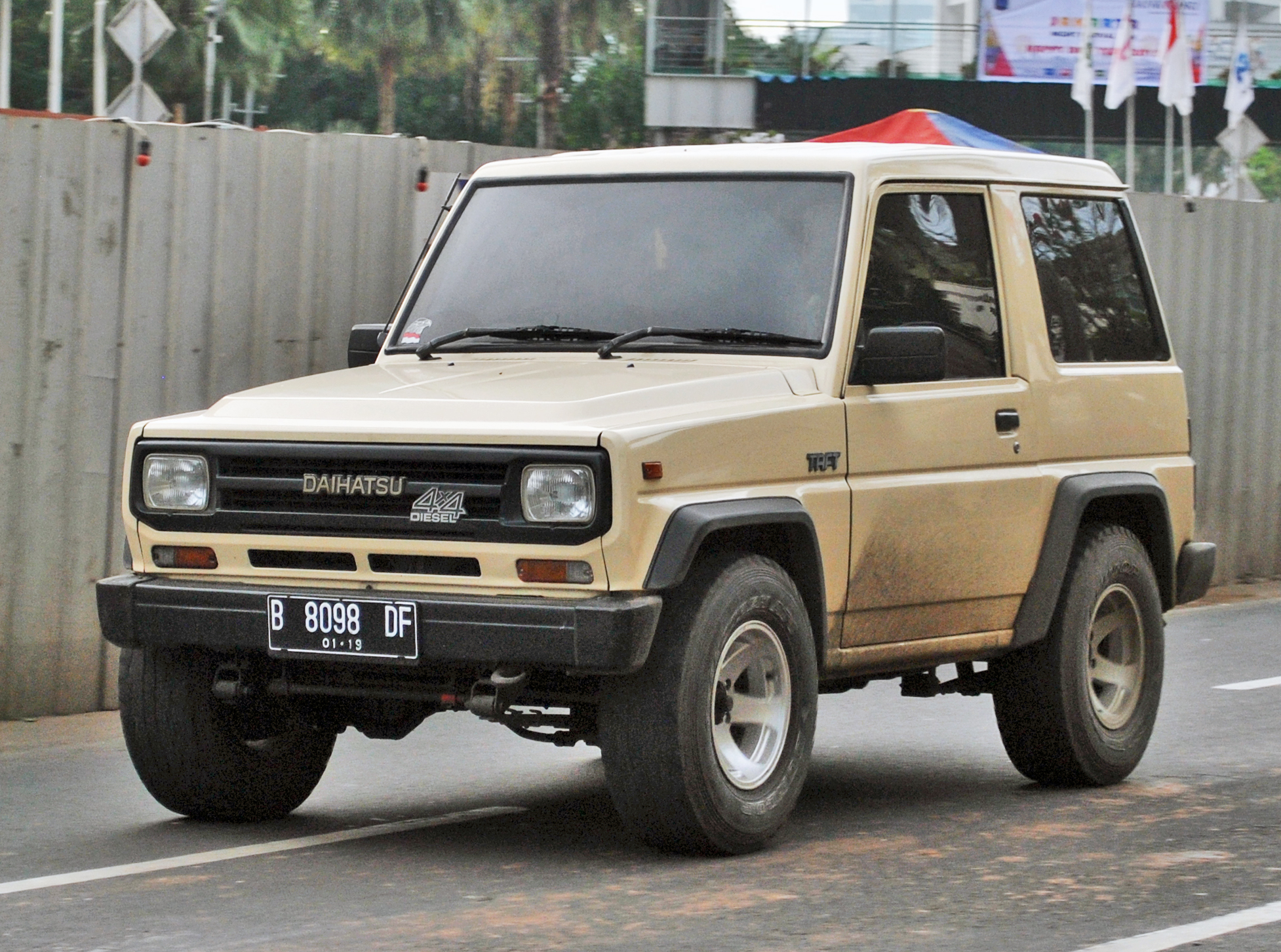
Daihatsu Taft (F70)

В Індонезії модель F70 виготовлялася під різними назвами, включаючи Taft GT (коротка колісна база), Rocky (F75 з довгою колісною базою) і Hiline з 1988 року (переважно задньопривідні моделі, позначення моделі F69). GTL, вперше показаний у 1986 році, а пізніше з додаванням значка «Hiline», мав місцевий п’ятидверний кузов універсал, який був побудований на довшій колісній базі, ніж у інших. Задні двері мали розсувні, а не відкидні вікна.  Існувала також версія із середньою колісною базою під назвою GTX, що продавалася з 1986 по 1988 рік, коли її замінила версія з подібним повним приводом під назвою Taft Rocky. 
Задньопривідна модель з короткою колісною базою спочатку називалася GTS (Hiline GTS з 1988 року). Hiline GTL також був доступний у варіанті повного приводу. Усі F70 індонезійського виробництва отримали 2,8-літровий атмосферний дизельний двигун DL потужністю 53 кВт (72 к.с.) при 3600 об/хв. Перша модель Taft/Rocky/Hiline вироблялася в Індонезії до 1995 року.

## Двигуни

### Бензин
- 1598 куб.см HD-C I4 (Feroza)
- 1998 куб.см 3Y I4
- 2237 куб.см 4Y I4

### Дизель
- 2765 куб.см DL41/42 I4
- 2765 куб.см DL52/62 турбодизель I4

## Третє покоління (LA900; з 2020)

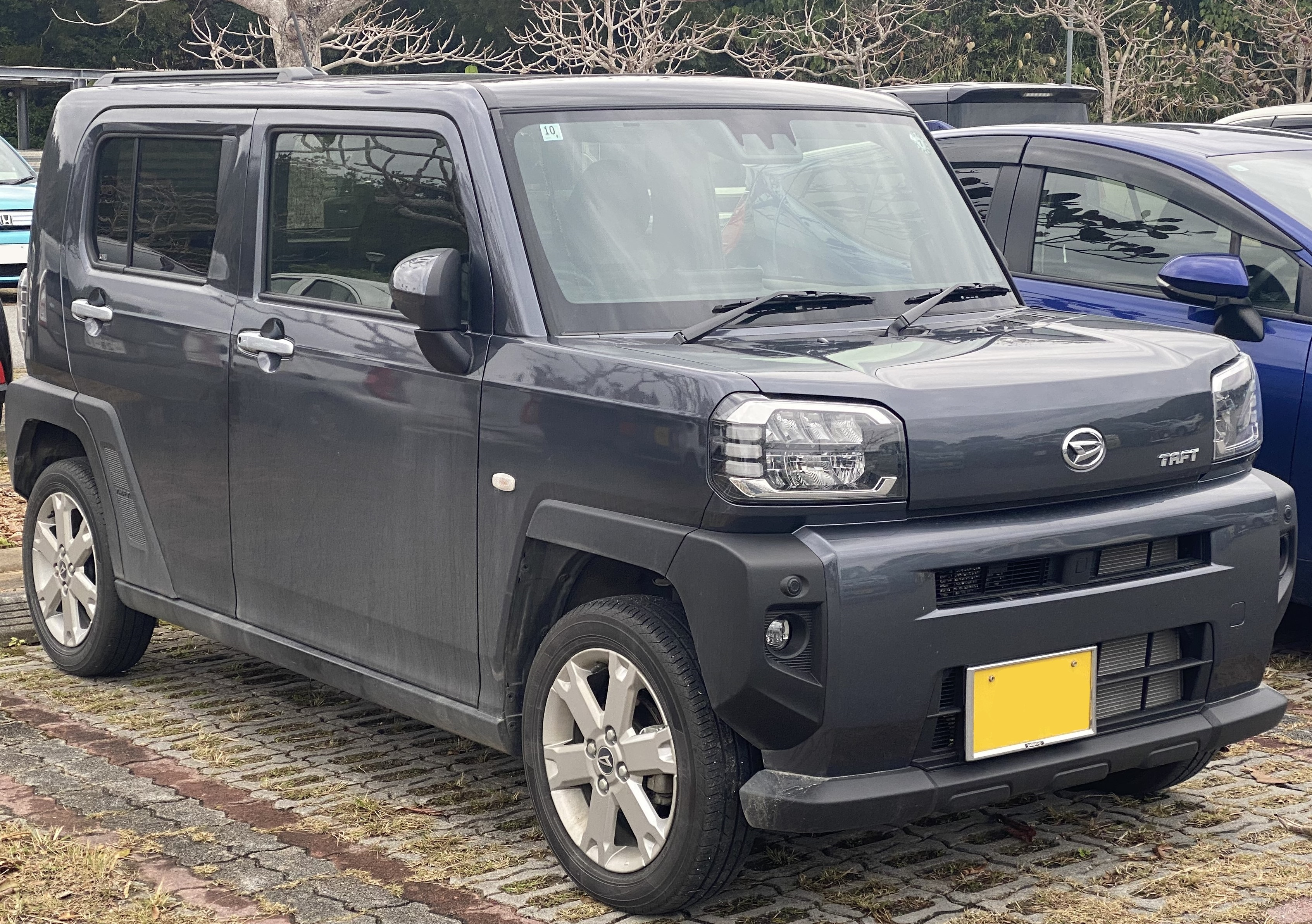
2020 Daihatsu Taft (LA900)

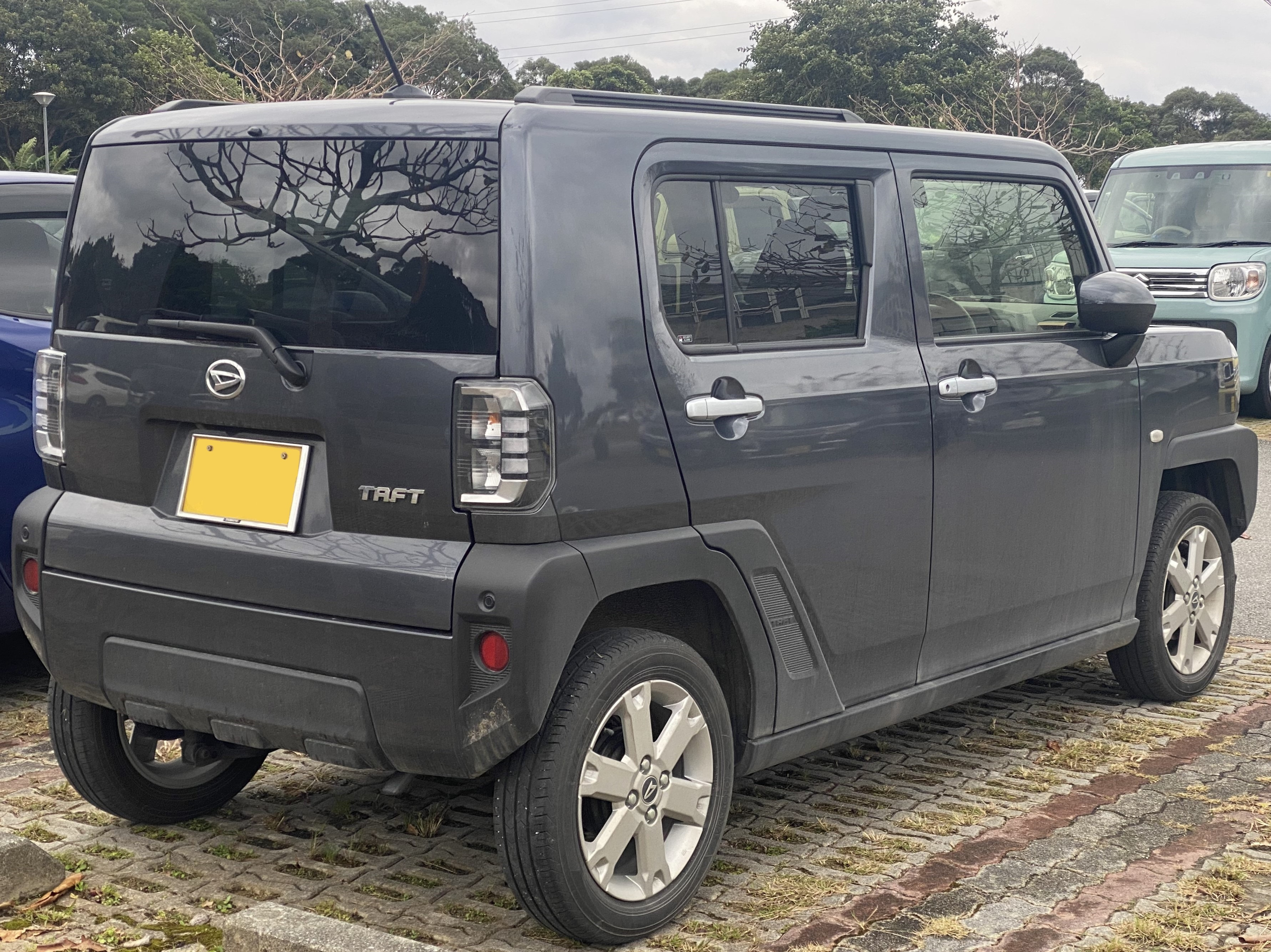

Назву «Taft» було відроджено у 2020 році після того, як вона востаннє використовувалася на індонезійському ринку позашляховика Taft серії F70 у 2007 році. Спочатку ця назва використовувалася на Taft серії F10.
Для моделі LA900 назва Taft є абревіатурою Tough & Almighty Fun Tool. 

## Двигуни
- 658 куб.см KF-VE I3
- 658 куб.см KF-DET турбо I3